# برج کلگری

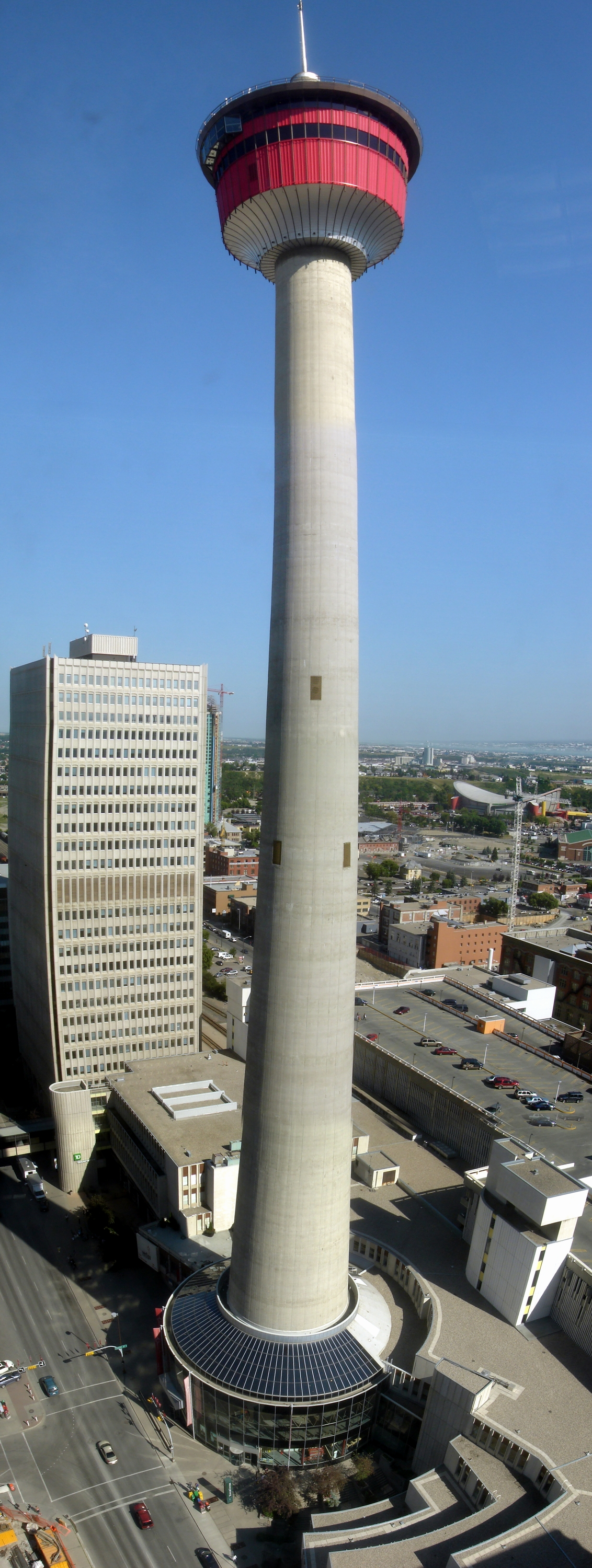
برج کالگری

برج کالگری (Calgary Tower) برجی است به بلندای ۱۹۱ متر در مرکز شهر کالگری ایالت آلبرتا در کانادا. وزن این آسمانخراش ۱۰٬۰۰۰ تن است که ۶۰٪ آن یعنی حدود ۶٬۰۰۰ تن در زیر زمین است.
هزینه ساخت برج ۳٬۵۰۰٬۰۰۰ دلار بوده و با همکاری شرکت‌های ماراتن ریالتی و هوسکی اویل ساخته شده‌است.
این بنا یکی از اعضای بنیان‌گذار فدراسیون جهانی برجهای بزرگ است.

## نگارخانه

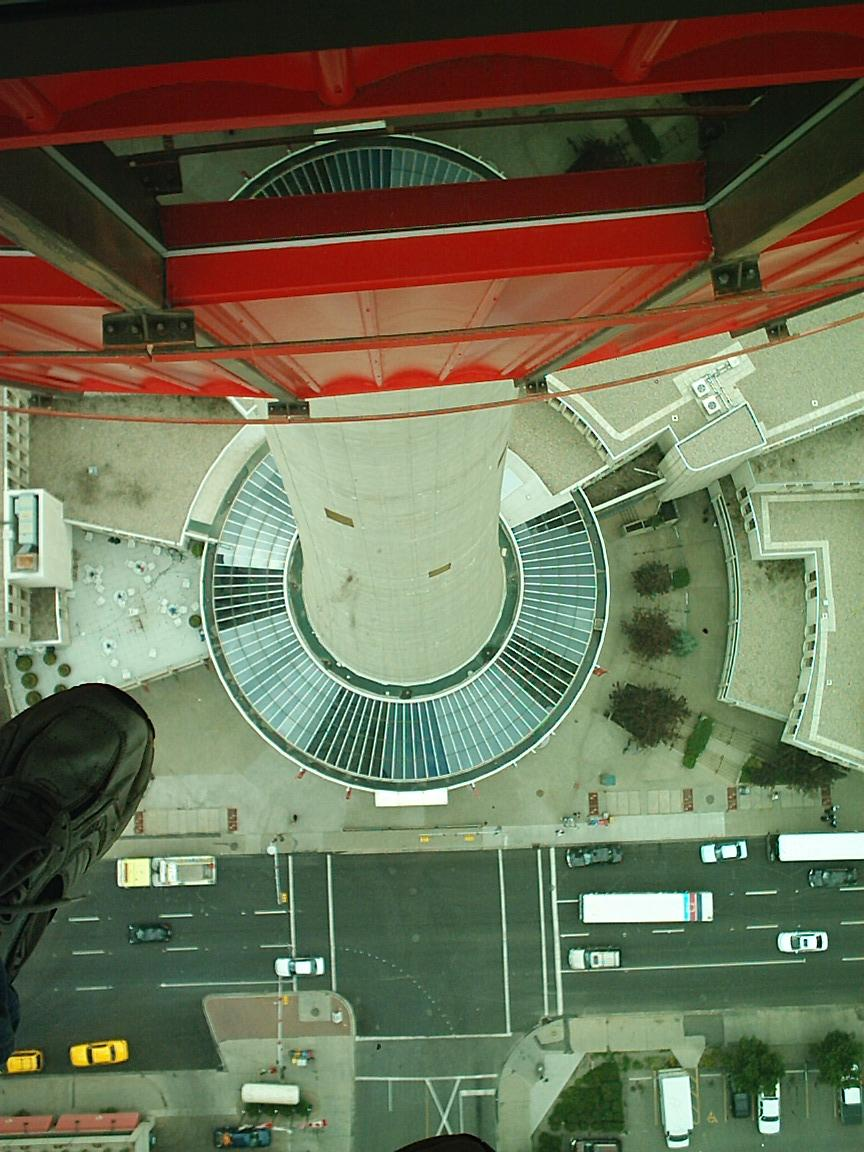
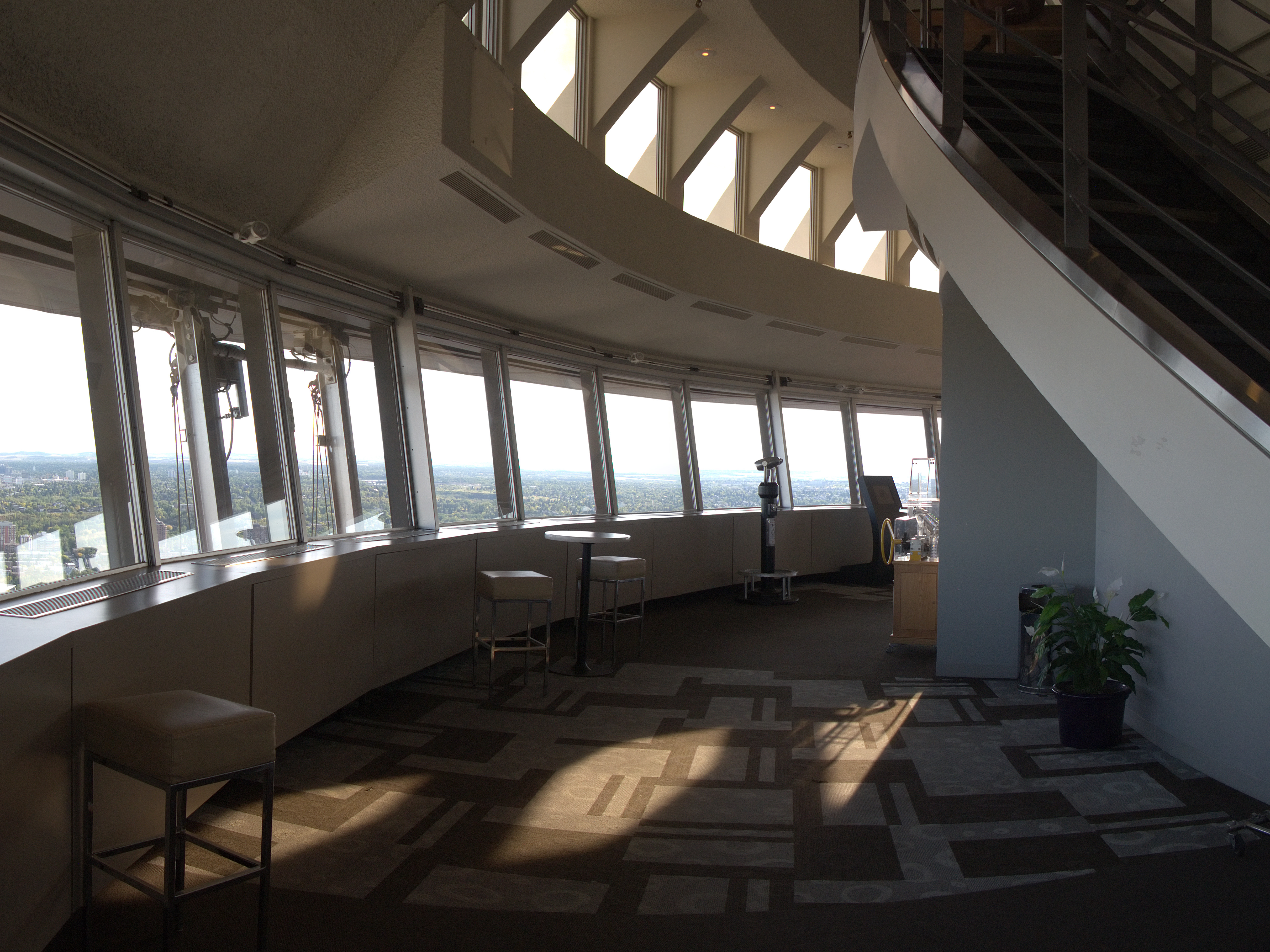
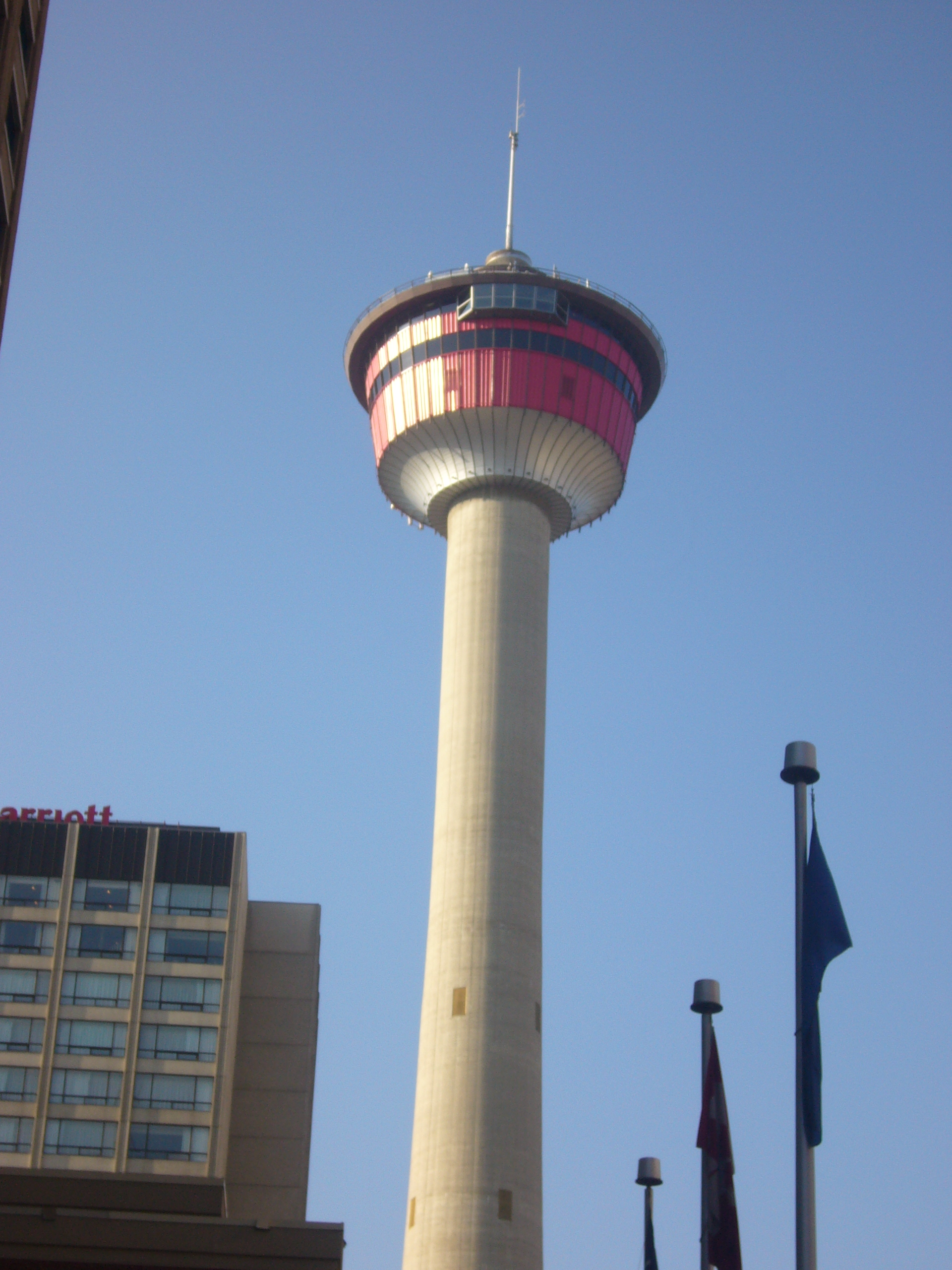